# Ćurilac
Ćurilac (cyr. Ћурилац) – wieś w Czarnogórze, w gminie Danilovgrad. W 2011 roku liczyła 550 mieszkańców.